# Montreal (Wisconsin)
Pour les articles homonymes, voir Montréal (homonymie).
Montreal est une ville du comté d'Iron, dans l'État du Wisconsin, aux États-Unis.

## Histoire
La ville est nommée en honneur de la Montreal Mining Company, dont entre 1907 à 1927, la compagnie a lancé un programme de location de maisons préfabriquées pour les mineurs de la compagnie. Depuis 1980, ces maisons font partie intégrante du site historique Montreal Company Location Historic District du Registre national des lieux historiques.

## Démographie
Selon le recensement de 2010 la population de la ville est de 807 habitants comparativement au recensement de 2000 qui dénombrait 838 habitants.

## Galerie photographique

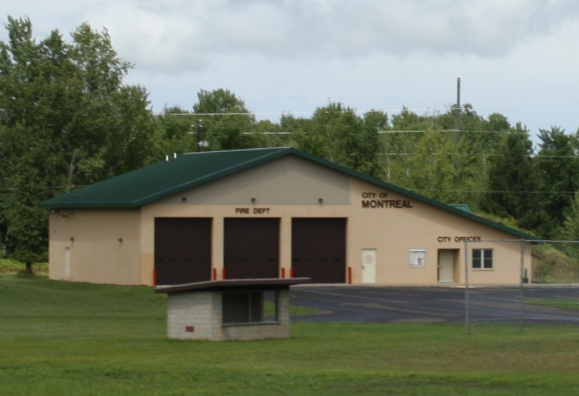
Mairie et le département d'incendie de la ville
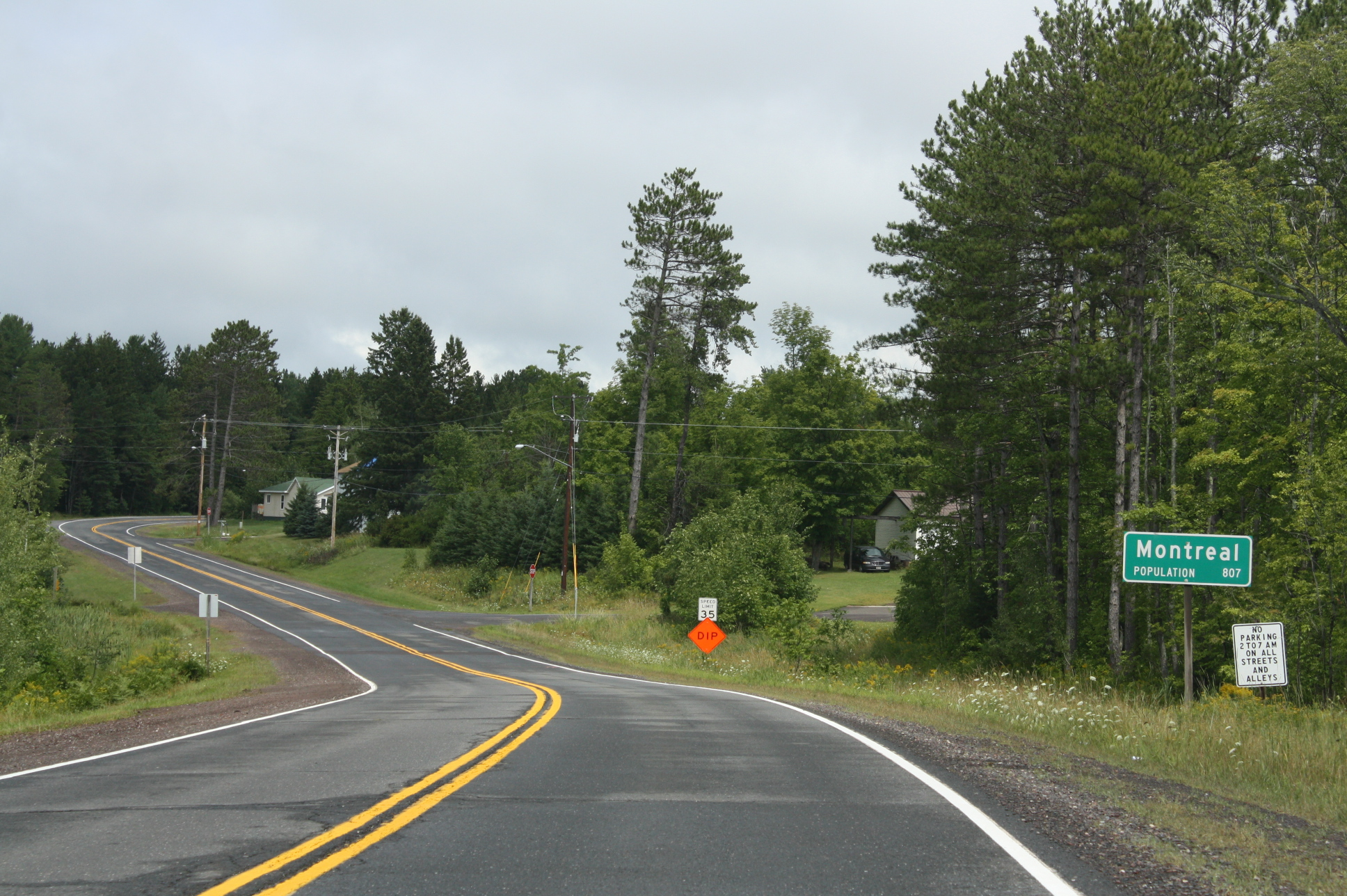
Route à Montreal